# Mimosas
Mimosas (em francês:  Mimosas: La Voie de l'Atlas) é um filme do género drama realizado e escrito por Óliver Laxe e Santiago Fillol, e coproduzido entre Espanha, França, Marrocos, e o Catar. Foi protagonizado por Ahmed Hammoud, Shakib Ben Omar e Said Aagli. A sua estreia mundial ocorreu no Festival de Cannes a 16 de maio de 2016, onde venceu o Grande Prémio Nespresso da Semana da Crítica. Estreou-se em França a 24 de agosto de 2016, na Galiza a 5 de janeiro de 2017, e no Brasil a 24 de agosto de 2017.

## Elenco
- Ahmed Hammoud como Ahmed
- Shakib Ben Omar como Shakib
- Said Aagli como Saïd
- Ikram Anzouli como Ikram
- Ahmed El Othemani como Mohammed
- Hamid Fardjad como xeque
- Margarita Albores como Noor
- Abdelatif Hwidar como guia

## Reconhecimentos
| Ano  | Prémios                                                       | Categorias                                                 | Destinatários e nomeados                           | Resultado | Referências   |
| ---- | ------------------------------------------------------------- | ---------------------------------------------------------- | -------------------------------------------------- | --------- | ------------- |
| 2016 | Festival de Cannes                                            | Grande Prémio Nespresso da Semana da Crítica               | Mimosas                                            | Venceu    | [ 1 ]         |
| 2016 | Prémios Mestre Mateo                                          | Melhor realizador                                          | Óliver Laxe                                        | Venceu    | [ 5 ] [ 6 ]   |
| 2016 | Prémios Mestre Mateo                                          | Melhor direção de produção                                 | Felipe Lage Coro Rafael Álvarez                    | Venceu    | [ 5 ] [ 6 ]   |
| 2016 | Prémios Mestre Mateo                                          | Melhor filme                                               | Mimosas                                            | Indicado  | [ 5 ] [ 6 ]   |
| 2016 | Prémios Mestre Mateo                                          | Melhor argumento                                           | Óliver Laxe e Santiago Fillol                      | Indicado  | [ 5 ] [ 6 ]   |
| 2016 | Prémios Mestre Mateo                                          | Melhor som                                                 | Emilio García, Amanda Villavieja e Sergio González | Indicado  | [ 5 ] [ 6 ]   |
| 2016 | Festival de Cinema Europeu de Sevilha                         | Prémio Especial do Júri                                    | Mimosas                                            | Venceu    | [ 7 ]         |
| 2016 | Festival de Cinema Europeu de Sevilha                         | Menção Especial de melhor som e montagem                   | Mimosas                                            | Venceu    | [ 7 ]         |
| 2016 | Festival Internacional de Cinema do Cairo                     | Pirâmide de Ouro de melhor filme                           | Mimosas                                            | Venceu    | [ 8 ]         |
| 2016 | Festival Internacional de Cinema do Cairo                     | Melhor ator                                                | Shakin Ben Omar                                    | Venceu    | [ 8 ]         |
| 2016 | Festival Internacional de Cinema Listapad de Minsque          | Prémio Listapad de Prata — Arte como Fenómeno              | Mimosas                                            | Venceu    | [ 9 ]         |
| 2016 | Festival Internacional de Cinema Novos Horizontes T-Mobile    | Grande Prémio — Competição internacional                   | Mimosas                                            | Indicado  | [ 10 ]        |
| 2017 | Festival de Cinema Ocidental de Almeria                       | Melhor contribuição técnico-artística                      | Sergio González e Emilio García Rivas              | Venceu    | [ 11 ]        |
| 2017 | Festival de Cinema Ocidental de Almeria                       | Melhor filme neo-ocidental                                 | Mimosas                                            | Venceu    | [ 11 ]        |
| 2017 | Festival de Cinema Ocidental de Almeria                       | Melhor interpretação                                       | Shakib Ben Omar                                    | Venceu    | [ 11 ]        |
| 2017 | Festival de Cinema Ocidental de Almeria                       | Prémio RC Service de melhor direção de fotografia          | Mauro Herce                                        | Venceu    | [ 11 ]        |
| 2017 | Prémio Lumière                                                | Melhor filme francófono                                    | Mimosas                                            | Indicado  | [ 12 ]        |
| 2017 | Festival Internacional de Cinema de Cartagena                 | Prémio India Catalina de melhor filme                      | Mimosas                                            | Indicado  | [ 13 ]        |
| 2017 | Festival Internacional de Cinema Independente de Buenos Aires | Menção Especial — Vanguarda e género                       | Mimosas                                            | Venceu    | [ 14 ]        |
| 2017 | Festival Internacional de Cinema Independente de Buenos Aires | Melhor filme                                               | Mimosas — Vanguarda e género                       | Indicado  | [ 14 ]        |
| 2017 | Festival de Cinema de Taipé                                   | Prémio Especial do Júri                                    | Mimosas                                            | Venceu    | [ 15 ] [ 16 ] |
| 2017 | Festival de Cinema de Taipé                                   | Grande Prémio — Competição internacional de Novos Talentos | Mimosas                                            | Indicado  | [ 15 ] [ 16 ] |
| 2018 | Prémios Feroz                                                 | Prémio Especial                                            | Óliver Laxe                                        | Pendente  | [ 17 ]        |